# 奥尔特河畔维马丹
奥尔特河畔维马丹（法語：Vimartin-sur-Orthe，法語發音：[vimaʁtɛ̃ syʁ ɔʁt]）是法国马耶讷省的一个市镇，属于马耶讷区。该市镇于2021年由原市镇维马尔塞、奥尔特河畔圣皮埃尔和圣马丹德科内合并而成，行政中心位于奥尔特河畔圣皮埃尔。

## 地名
“奥尔特河畔维马丹”（Vimartin-sur-Orthe）一名由原市镇维马尔塞（Vimarcé）、圣马丹德科内（Saint-Martin-de-Connée）和奥尔特河畔圣皮埃尔（Saint-Pierre-sur-Orthe）的名称中各取一部分合并而成。

## 地理
奥尔特河畔维马丹（48°12'39"N, 0°12'27"W）面积71.92 平方千米，位于法国卢瓦尔河地区大区马耶讷省。奥尔特河（Orthe）是流经该地一条河流，其为萨尔特河的右支流。
与奥尔特河畔维马丹接壤的市镇（或旧市镇、城区）包括：圣托马-德库尔瑟里耶、圣日尔曼德库拉梅、蒙圣让、锡耶勒纪尧姆、勒格雷、鲁埃塞瓦塞、埃尔沃河畔圣乔治、伊泽。
奥尔特河畔维马丹的时区为UTC+01:00、UTC+02:00（夏令时）。

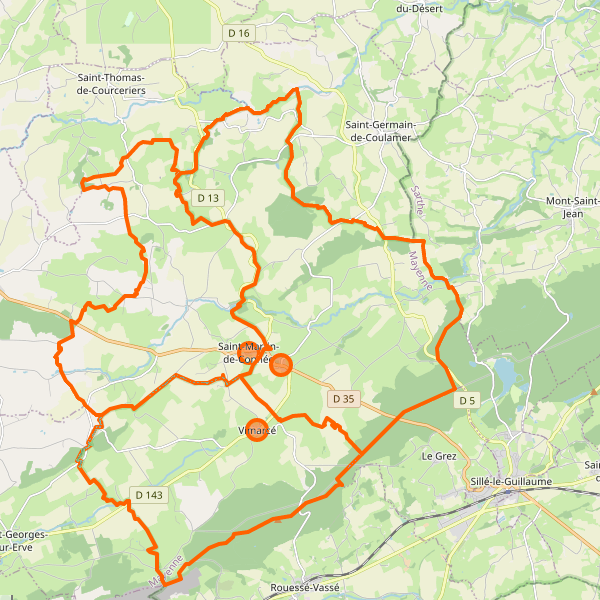
奥尔特河畔维马丹的OSM定位图

## 行政
奥尔特河畔维马丹的邮政编码为，INSEE市镇编码为53249。

## 政治
奥尔特河畔维马丹所属的省级选区为埃夫龙县。

## 人口
奥尔特河畔维马丹于2022年1月1日时的人口数量为1107人。